# Tmarus tonkinus
Tmarus tonkinus är en spindelart som beskrevs av Simon 1909. Tmarus tonkinus ingår i släktet Tmarus och familjen krabbspindlar.
Artens utbredningsområde är Vietnam. Inga underarter finns listade i Catalogue of Life.